# Церква Покрови Пресвятої Богородиці (Медин)
Церква Покрови Пресвятої Покрови — сакральна споруда Православної церкви України в селі Медині Підволочиського району Тернопільської області. Храм є пам'яткою архітектури місцевого значення, охоронний номер 1676.

## Історія
Дерев'яний храм із тесаних дубових брусів та кам'яна дзвіниця на чотири дзвони збудовані 1862 року, коли парохом був священик Михайло Куницький. У 1868 році на місці старої церкви о. Куницький збудував парафіяльний будинок.
У 1882 році на парафію прийшов священик о. Андрій Качала (брат о. Стефана Качали), який збудував школу та читальню, а в Тернополі заснував «Руську бурсу».
Розпис інтер'єру церкви виконав художник, уродженець села Є. Біленький. Споруду відносять до подільської школи будівництва. Храм тридільний у плані, ближчий до хатнього типу, але над навою є купол.
До 1946 року храм належав греко-католикам. Парафія Покрови Пресвятої Богородиці УГКЦ відновлена в 1994 році, візитацію парафії здійснив єписком Михаїл (Сабрига). Оскільки храм перейшов до віруючих УПЦ КП, богослужіння проводилися спочатку на цвинтарі, в 1996 році — в хаті голови парафіяльної ради Олеся Поліщука. 15 лютого 1998 року о. митрат Василь (Семенюк) освятив капличку, пристосовану в шкільній їдальні, приміщення якої було раніше римо-католицьким проборством.
У 2009 році храм отримав новий позолочений купол, а навесні 2010 року перекрито дах. Ремонтували храм почаївські майстри.
У 2014 році до парафії належало близько 300 вірян. Парохом є о. Михайло Андрейчук

## Парохи

### Греко-католицькі
| Ім'я                  | Роки        | Коротка довідка                                                               |
| --------------------- | ----------- | ----------------------------------------------------------------------------- |
| о. Стефан Левицький   | до 1843     | адміністратор                                                                 |
| о. Михайло Мощинський | 1843—1844   | завідатель                                                                    |
| о. Іван Зафійовський  | 1844—1851   |                                                                               |
| о. Іван Мацилинський  | 1851—1859   |                                                                               |
| о. Михайло Куницький  | 1859—1882   | збудовані новий дерев'яний храм із тесаних дубових брусів та кам'яна дзвіниця |
| о. Андрій Качала      | 1882—1902   | збудував у селі школу та читальню                                             |
| о. Лука Демчук        | 1902—1903   | адміністратор                                                                 |
| о. Микола Янович      | (1903)—1920 |                                                                               |
| о. Онуфрій Захарків   | 1920—1942   |                                                                               |
| о. Мельник            | 1942—1943   |                                                                               |
| о. Леонтій Борса      | 1942—1950   | возз'єднався з РПЦ і перевів до неї парафію і храм                            |
| о. Михайло Придатко   | 1994—1995   |                                                                               |
| о. Зиновій Гончарик   | 1996        |                                                                               |
| о. Ігор Атаманюк      | 1996—1997   |                                                                               |
| о. Михайло Андрейчук  | від 1997-го |                                                                               |

### Православні
| Ім'я                  | Роки                | Коротка довідка |
| --------------------- | ------------------- | --------------- |
| о. Іван Ярмусь        | 1953—1963           |                 |
| о. Цимбалюк           | 1963—1972           |                 |
| о. Степан Кебало      | 1972—1990 (1992)    |                 |
| о. Тарасій Махніцький | невідомо            |                 |
| о. Ігор Свідніцький   | від середини 1990-х |                 |
| ієрей Андрій Гусак    | від 2005-го         |                 |